# МОЭК
Московская объединённая энергетическая компания (ПАО «МОЭК») — российская компания, снабжающая потребителей Москвы и ряда городов ближайшего Подмосковья теплом и горячей водой. В сферу деятельности компании входят производство, транспорт, распределение и сбыт тепловой энергии.
Контрольный пакет акций компании принадлежит российской газовой монополии ПАО «Газпром».

## История
Компания создана по распоряжению Правительства Москвы от 11 ноября 2004 года, изданному в рамках соглашения о взаимодействии при реформировании электроэнергетического комплекса Москвы, заключённого с РАО «ЕЭС России» и Региональной энергетической комиссией Москвы. По соглашению город получал права на контрольные пакеты акций московских электросетевой и теплосетевой компаний, выделенных из ОАО «Мосэнерго» в ходе проводимой реформы отрасли.
В ходе реформирования компании в 2009 году было образовано 18 филиалов. Десять из них (по числу административных округов) являются эксплуатационными и занимаются обслуживанием потребителей в пределах округов, восемь — специализированные («Горэнергосбыт», «Теплоэнергосервис», «Энергокомплект», «Транспортный», «Социально-бытовой», «Ремонтно-строительный», «Центр информационных технологий», «Капитального строительства и реконструкции»).
Взаимоотношения основных поставщиков на рынке теплоснабжения Москвы — Мосэнерго (контролируемого «Газпромом») и МОЭК — характеризовались как конфликтные, однако весной 2012 года удалось достигнуть ряда соглашений, способствующих нормализации отношений как в вопросах взаимных платежей и задолженности МОЭК перед Мосэнерго (на март 2012 года она составляла 13 млрд руб.), так и в вопросах основных фондов (предполагалось передать несколько котельных МОЭК в «Мосэнерго» в обмен на 300 км теплосетей).
В 2012 году одобрено слияние с Московской теплосетевой компанией, планируется, что для осуществления сделки будет проведена дополнительная эмиссия акций компании.
До августа 2013 года 89 % акций компании принадлежало Правительству Москвы. 13 августа 2013 года компания была продана «Газпрому» на аукционе. Единственный конкурент газовой монополии в торгах участия фактически не принял, поэтому городской пакет акций был продан за стартовую цену 98,6 млрд руб.

## Деятельность
Компания обслуживает 96 % населения Москвы, а также сотни предприятий и организаций.
«МОЭК» обслуживает 226 тепловых станций общей мощностью 17 529,2 Гкал/ч, а также 8 объектов производства электрической энергии, в том числе 6 ГТЭС, 1 мини-ТЭЦ и 1 энергокомплекс общей электрической мощностью 193,3 МВт и тепловой мощностью 130,8 Гкал/ч. Компания обеспечивает теплом и горячей водой более 70 тысяч зданий, из которых 32,6 тысячи — жилые дома. Протяженность сетей находящихся на балансе компании около 16,3 тысяч километров.
Акционерами компании являются (на октябрь 2020 года) ООО «Газпром энергохолдинг» (88,44 % уставного капитала), ООО «МОЭК-Финанс» (8,49 %).
В октябре 2013 года ООО «Газпром энергохолдинг» нарастил свой пакет в «Московской объединенной энергетической компании» до 98,7% путём консолидации активов подразделения «МОЭК-Финанс», владевшего 8,9% МОЭК.
Рейтинговое агентство «Эксперт РА» присвоило в 2018 году ПАО «МОЭК» рейтинговую оценку ruAA- со стабильным прогнозом, в 2021 году рейтинг был повышен до ruAA+, в 2023 - до ruAAА. Рейтинг был подтверждён на этом уровне в 2024 и 2025 годах.
Рейтинговое агентство АКРА в 2024 году присвоило  ПАО «МОЭК» рейтинговую оценку AAA(RU) со стабильным прогнозом (подтверждена в 2025 году).